# حسن خالد
الشيخ حسن بن سعد الدين خالد (1921 - 16 مايو 1989) مفتي الجمهورية اللبنانية منذ عام 1966 وحتى وفاته عام 1989 نتيجة تفجير سيارته أثناء مغادرته دار الفتوى.

## نشأته
ولد في بيروت عام 1921، وتلقى دروسه الابتدائية في مدارس جمعية المقاصد الخيرية الإسلامية في بيروت، تابع دراسته المتوسطة والثانوية في معهد أزهر لبنان في بيروت، ودرس المرحلة الجامعية في جامعة الأزهر الشريف في القاهرة بكلية أصول الدين ونال الشهادة العالية (الليسانس) عام 1946.

## حياته العامة
وقد بدأ حياته العامة إثر تخرجه في الكلية الشرعية في بيروت أستاذاً لمادتي المنطق والتوحيد، ثم عُيِّن موظفاً في المحكمة الشرعية وواعظاً في المساجد. وفي سنة 1954 تم تعيينه نائباً لقاضي بيروت، وفي عام 1957 قاضياً شرعياً لقضاء عكار ثم نُقل منه سنة 1960 إلى محكمة محافظة جبل لبنان الشرعية.

كما تولى رئاسة مجلس القضاء الشرعي الأعلى في لبنان، وترأس رئيس اللقاء الإسلامي وهو لقاء أسبوعي يجتمع فيه رؤوساء الحكومات والوزراء والنواب المسلمين. وتولى رئاسة المجلس الإسلامي الشرعي الأعلى في لبنان، وكان نائب رئيس المجلس التأسيسي لرابطة العالم الإسلامي في مكة المكرمة، ونائب رئيس الهيئة الإسلامية الخيرية العالمية في الكويت، وعضو المجمع الفقهي في رابطة العالم الإسلامي بمكة المكرمة وعضو المجمع الفقهي في منظمة الدول الإسلامية في جدة، وعضو مجمع البحوث الإسلامية في مصر.

وقد شارك شخصياً كممثل للبنان في العديد من المؤتمرات العربية والإسلامية أو أوفد ممثلين عنه في كل من عدد من الدول العربية والعالمية.

## اختياره للإفتاء
كان لنشأته الدينية أثر في مناحي تفكيره وفي تحرره من الارتباط بأي إتجاه حزبي أو شخصي، وهو محافظ على أخلاقه الخاصة إلى أضيق الحدود، متورع في عمله وتصرفاته إلى أدق الأمور ولكنه في تفكيره منفتح متحرر، فقد تركت دراسته للفلسفة الإسلامية ولعلوم الكلام والمنطق أثرها في سعة مناهج التفكير لديه وسماحة البحث الحر والابتعاد عن التعصب، ولكنه ينتهي دوماً إلى التمسك بأخلاق الدين والتقيد بمناهجه. وكان جريئاً في الحق يعلن رأيه في وجه القادة والرؤساء دون مهاودة أو مساومة ولقد ظل مواضباً على هذا الإتجاه منذ ممارسة عمله في الوظيفة ورسالته في التوجيه حتى أجمعت الطائفة الإسلامية بكل فئاتها في لبنان على تقديره وتوقيره ونزاهته. [بحاجة لمصدر] ومن ذلك كان إجماع العلماء والزعماء وأهل الرأي على اختياره لمنصب الإفتاء في الجمهورية اللبنانية والذي كان في يوم الأربعاء في 21 ديسمبر 1966.

### مهام المفتي في لبنان
مفتي الجمهورية اللبنانية هو مرجع المسلمين في لبنان في كافة شؤونهم الدينية، وممثلهم بهذا الوصف لدى السلطات الرسمية في لبنان وخارج لبنان. وهو مرجع جميع الموظفين الدينيين والإداريين في دوائر الأوقاف ودوائر الإفتاء بلبنان، وهو الرئيس الأعلى لعلماء الدين السنة ويصدر إليهم كافة التوجيهات. وهو بالإضافة إلى ما سبق يتمتع بسائر الحقوق والامتيازات التي يتمتع بها أكبر رؤساء الأديان في الطوائف الأخرى.

## مؤلفاته
- الإسلام والتكافل الاجتماعي والمادي في المجتمع.
- المواريث في الشريعة الإسلامية.
- أحكام الأحوال الشخصية في الشريعة الإسلامية.
- أحاديث رمضان.
- مسار الدعوة الإسلامية في لبنان خلال القرن الرابع عشر الهجري.
- الزواج بغير المسلمين.
- رسالة التعريف بالإسلام.
- موقف الإسلام من الوثنية واليهودية والنصرانية.
- آراء ومواقف.
- مجتمع المدينة قبل الهجرة وبعدها.
- المسلمون في لبنان والحرب الأهلية.
- التوراة والإنجيل والقرآن والعلم.
- الشهيد في الإسلام.
- الإسلام ورؤيته فيما بعد الحياة.

## الأوسمة التي حصل عليها
- وسام الأرز الوطني - لبنان - 16 مايو 1989.
- الوشاح الأكبر للنهضة الأردني من الدرجة الأولى - أرفع وسام في المملكة الأردنية الهاشمية - 1967.
- الوسام الرفيع من رئيس الجمهورية - جمهورية تشاد.
- وسام الاتحاد السوفياتي - مؤتمر وقف التسلح النووي في 14 أغسطس 1974
- وسام الإسلام (جيردانوف) – بولونيا.

كما نال عدة أوسمة من الولايات المتحدة الأميركية.

## التقديرات
نال الدكتوراه الفخرية في القاهرة وذلك بعد محاضرة ألقاها في الأزهر الشريف في قاعة الإمام محمد عبده، حيث أقام الرئيس جمال عبد الناصر مأدبة عشاء تكريمية له عام 1967. كما نال شهادة الدكتوراه الفخرية من جامعة جن جي بالصين الوطنية وذلك بعام 1976.